# Melchiore di Thorigny
Melchiore di Thorigny (1545/1550 – dopo giugno 1606) contessa di Vermont, dama di compagnia e confidente della regina Margherita di Valois.

## Biografia

### Origini familiari

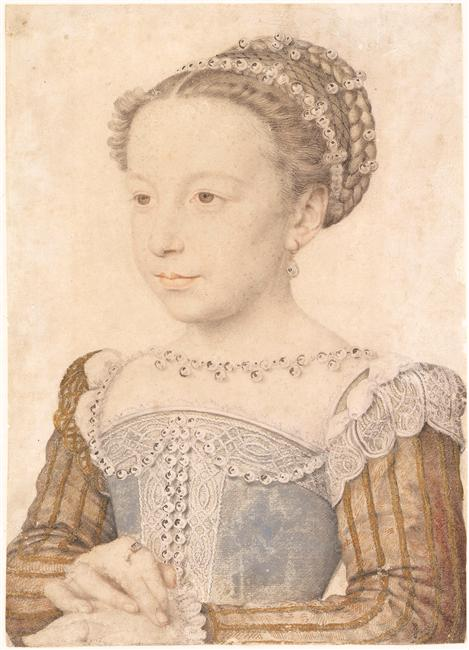
La giovane «Madama Margherita» ritratta da François Clouet (1565)

Per un caso di omonimia, per secoli è stata scambiata con Gillonne de Goyon di Thorigny, figlia del generale di Matignon, ma che non poteva essere il padre di «Melchiore» essendosi sposato solo nel 1558. Come «Gillonne» è citata anche ne La regina Margot, famoso feuilleton di Alexandre Dumas padre. Solo nel 1995, la storica Jacqueline Boucher ha ristabilito la vera identità della dama.
La famiglia di «Melchiore», damigella di Thorigny era originaria di Forez, dove, agli inizi del XVI secolo, possedeva ancora castelli e proprietà. Sua zia era Caterina Gazzette, una dama di compagnia italiana arrivata in Francia all'epoca delle nozze di Caterina de' Medici con Enrico d'Orléans, ed era sposata con Marc de Millefosse visconte di La Mothe-au-Groing.

### Giovinezza
Nel 1559, assieme alla sorella maggiore Elisabeth, Melchiore si recò in Spagna seguendo la giovane regina Elisabetta di Valois. Quando su ordine di Filippo II, il seguito della sovrana fu integralmente sostituito da spagnoli, le sorelle furono congedate, ma in compenso ricevettero in dono 4 000 scudi in dote. Elisabeth rimase in Spagna, dove si sposò, mentre Melchiore tornò in Francia, dove nel 1561 entrò a far parte corte personale della giovane principessa Margherita, con cui crebbe insieme e di cui divenne intima confidente.
Fu al seguito della regina di Navarra che Melchiore fece suoi i gusti artistici e intellettuali della sua padrona. Frequentò assieme a lei il «salotto verde» di Claudia Caterina di Clermont, marescialla di Retz, dove fu celebrata con il nome di «Imerée». L'Album di poesie della stessa marescialla contiene un componimento dedicato alla damigella di Thorigny, probabilmente scritto da Margherita.

### Il ruolo di intermediaria

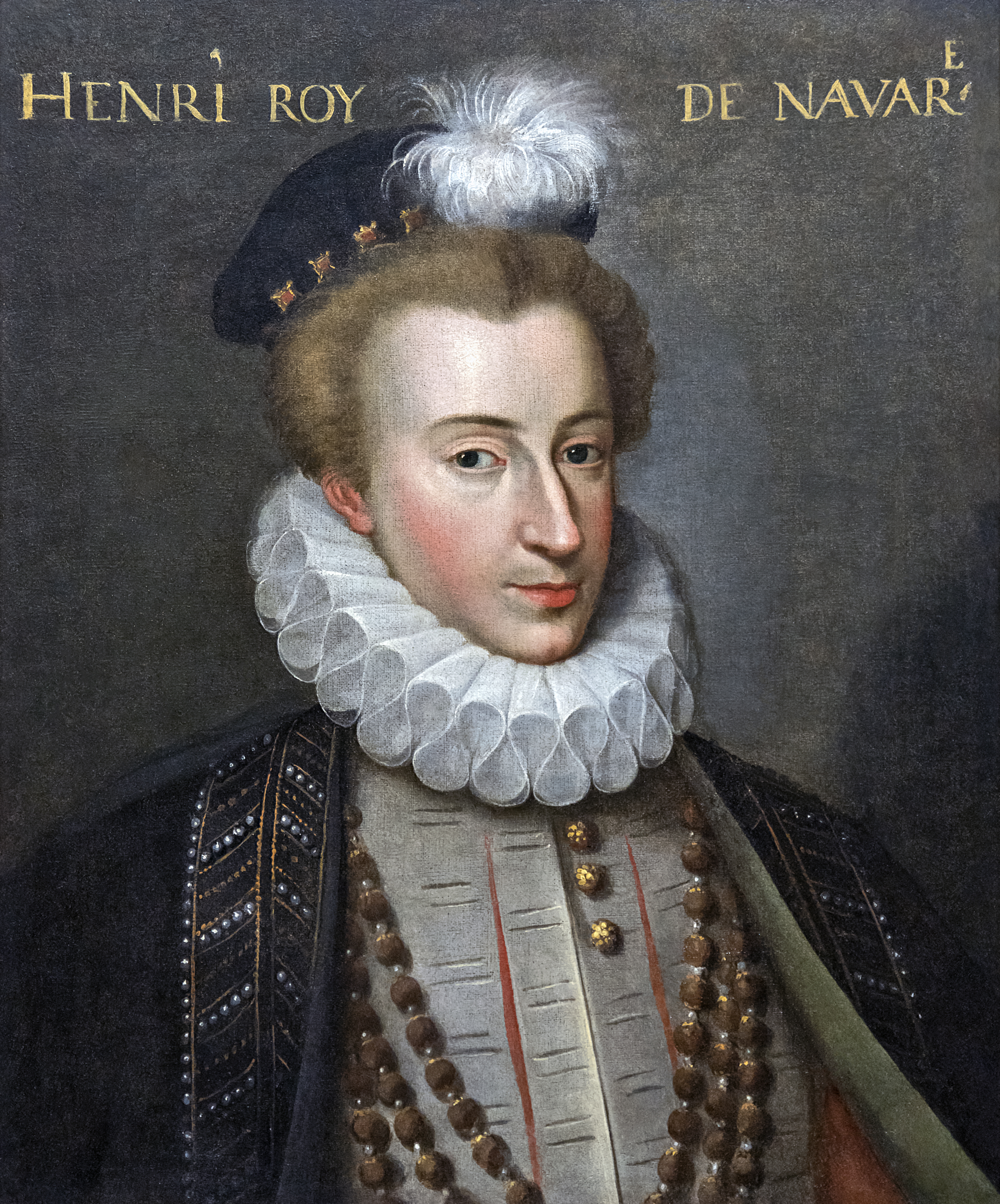
Enrico di Navarra, marito di Margherita. (1575)

Gli ultimi mesi di regno di Carlo IX, videro una partecipazione attiva dell'ambiziosa Margherita nei complotti dei Malcontent organizzati da suo fratello Francesco, duca d'Alençon. Al suo fianco vi erano numerose nobildonne, fra cui la duchessa di Nevers e la marescialla di Retz. Melchiore fu utilizzata come intermediaria tra i vari congiurati e servì fedelmente anche Enrico di Navarra durante la prigionia da lui subita nel castello di Vincennes, dopo il fallimento dei complotti.
Nel giugno 1575, sobillato dal suo favorito Louis de Béranger du Guast, scrisse Margherita nelle proprie Memorie, suo fratello Enrico III pretese che alcune dame del seguito di Margherita, fra cui Melchiore, fossero allontanate da corte. Già in rotta con il suo precedente alleato, il duca d'Alençon, e auspicando di ingraziarsi il sovrano di Francia per ottenere la luogotenenza generale del regno, Enrico di Navarra accondiscese alle richieste del cognato.

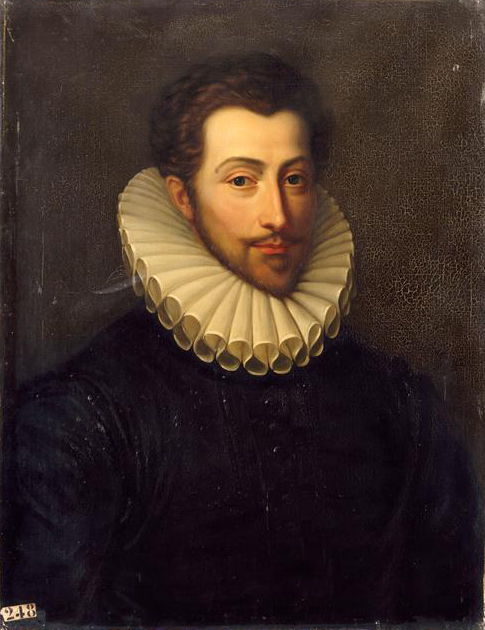
Bussy d'Amboise amante della regina Margherita

(Memorie della regina Margherita di Valois)

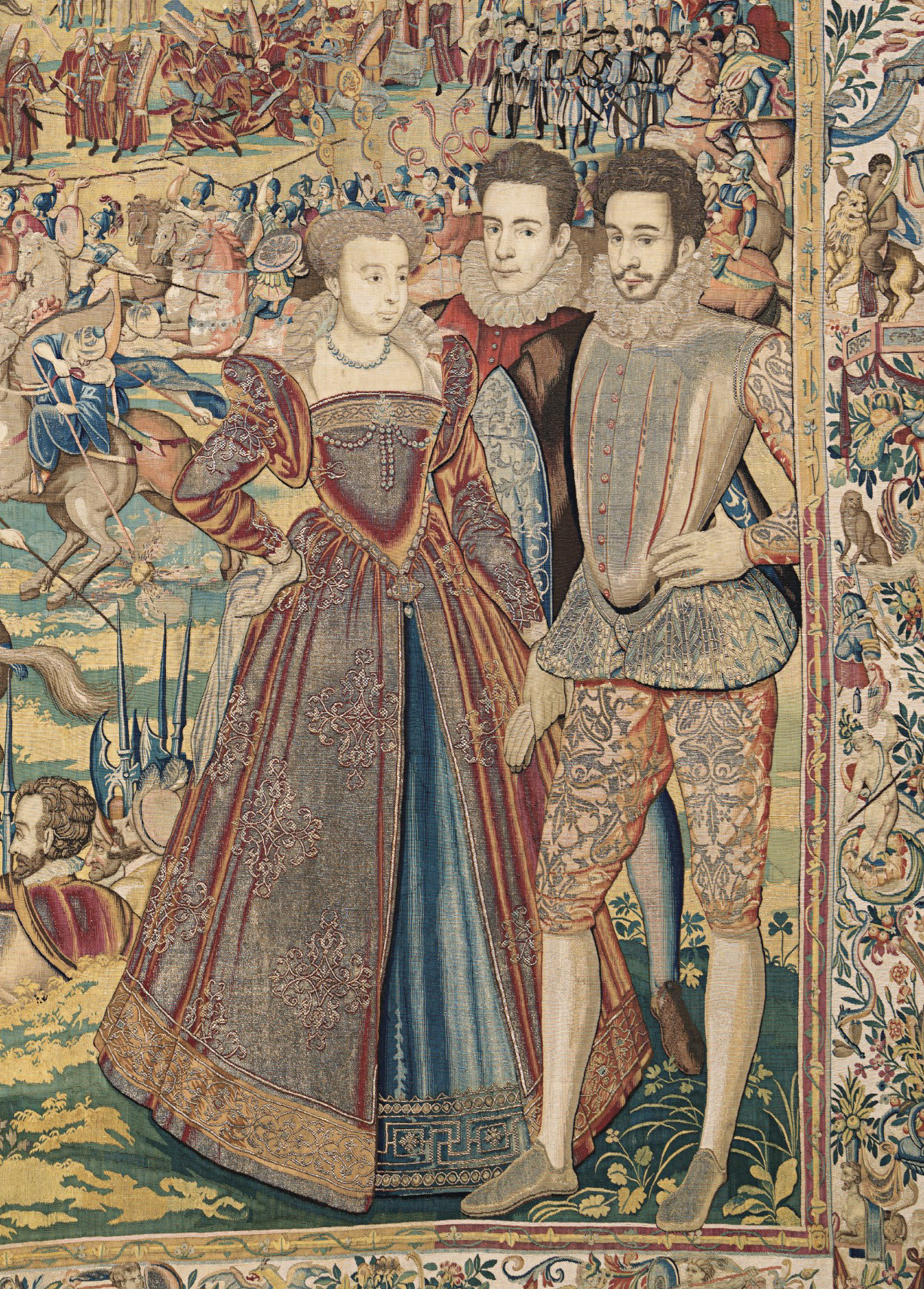
La regina di Navarra e il duca d'Alençon. Arazzi dei Valois, Uffizi

Riportando l'allontanamento il fatto, l'ambasciatore toscano Vincenzo Alemanni scrisse nei suoi dispacci che la dama «chiamata Perigny» sembrava «tenesse mano all'amicizia che Bussy aveva con la sua padrona».
Probabilmente dunque, Melchiore fu pure un'intermediaria per le relazioni adultere di Margherita: nonostante le sonore smentita contenute nelle proprie Memorie, infatti, il legame tra la regina di Navarra e Bussy d'Amboise, fu una relazione extra-coniugale.
Nel 1985, nel suo studio sulla famiglia Guisa, lo storico Jean-Marie Constat avrebbe asserito che Melchiore sarebbe stata allontanata perché intratteneva una «relazione peccaminosa» con Margherita. L'arbitraria accusa di lesbismo lanciata alle due donne, si baserebbe sull'alterata interpretazione della definizione di «particulière amitié», utilizzata dalla regina di Navarra nei confronti di Melchiore.
Ritiratasi da corte, Melchiore si recò da suo cugino, signore di Chastelus en la Marche, appartenente alla clientela del duca d'Alençon. Secondo il nunzio Salviati, nel settembre 1575, giorni prima della fuga di Francesco da corte, il re e la regina madre avevano approvato il ritorno di Melchiore a corte, per distendere gli animi fra gli oppositori della politica monarchica.
L'inopinata fuga di Monsieur, destabilizzò le decisioni. Secondo la regina di Navarra, anche Melchiore ne subì le conseguenze, finendo perseguitata dal primo favorito del re:
(Memorie della regina Margherita di Valois)
Prima del ricongiungimento coniugale dei Navarra nel Béarn, avvenuto nel 1578, Margherita fece un grande dono a Melchiore, su concessione di Caterina de' Medici: grandi somme provenienti dalla vendita di nuovi uffici di sergenti dei granai e magazzinieri di sale, creati inizialmente per alcuni letterati di corte, fra cui Ronsard. Grazie alla somma ricevuta in regalo, che le servì da dote (nonostante avesse dato impegno di restituire i 6 750 scudi ai letterati e 1 000 scudi a Jean Antoine de Baïf), la damigella di Thorigny poté convolare a nozze.
Nel 1580 circa, Melchiore sposò Olivier di Diovaio (o Diovajo), conte di Vermont, probabilmente di nazionalità spagnola, precedentemente panettiere nel casato di Margherita e in seguito suo scudiero: dalla loro unione sarebbero nati quattro figli. Il 12 gennaio 1580, la regina di Navarra le fece dono di 400 scudi, che comunque furono pagati solo nel 1597, a causa delle ristrettezze finanziarie in cui per lungo tempo versò Margherita. Melchiore si congedò dal suo servizio presso i Navarra, tornandovi solo nel 1582, con il nome di «Madame di Vermont».

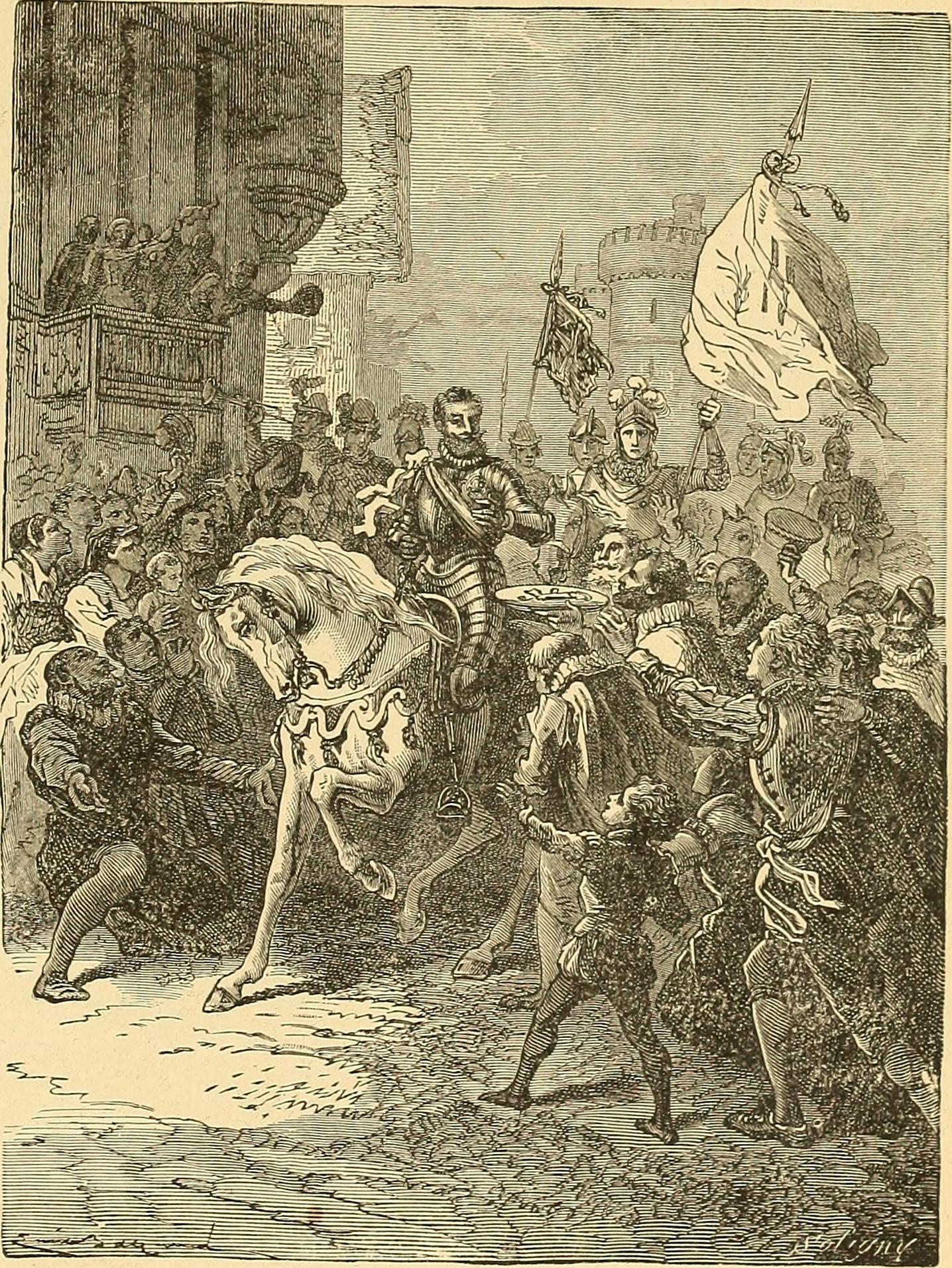
La vittoriosa entrata di Enrico IV di Francia a Parigi. Litografia, 1893

Melchiore e suo marito continuarono a prestare servizio presso la regina di Navarra anche durante il suo periodo di ribellione alla famiglia e al marito, con la successiva caduta in disgrazia e l'esilio nella fortezza di Usson, in Alvernia, tra il 1586 e il 1605. Il loro servizio venne pagato dalla sovrana con la donazione al conte di Vermont, dell'abbazia di Sylvanès, che Margherita possedeva in quanto contessa di Rouergue.
La storica Jacqueline Boucher ha avanzato l'ipotesi che le famose Memorie della regina Margherita, redatte dalla sovrana dopo il 1595, possano essere state scritte in collaborazione con Madame di Vermont, riferendosi ai lunghi passi dedicati a Melchiore negli anni 1574-1575. La «più autorevole biografa» di Margherita, Éliane Viennot, le ritiene invece un'opera esclusiva della regina.
Margherita si servì della contessa di Vermont per intercedere presso il marito, divenuto ormai re Enrico IV di Francia, viaggiando spesso tra Usson, Parigi e Lione. Tra il 1592 e il 1593 erano infatti iniziati i primi contatti tra i due sposi per riallacciare i rapporti o per attuare un annullamento del matrimonio, in modo che il sovrano potesse risposarsi per concepire un erede legittimo. Le trattative durarono circa sei anni, intervallate da lungaggini attuate dalla regina affinché il marito non sposasse la sua amante Gabrielle d'Estrèes, da cui il sovrano aveva già avuto tre figli.
Nel 1599 il matrimonio tra la sua padrona e il re di Francia fu annullato. L'anno seguente, Enrico IV sposò Maria de' Medici, da cui ebbe il delfino Luigi. Con il lauto appannaggio ricevuto in cambio dell'assenso di Margherita all'annullamento, la vita nel castello di Usson si fece più gradevole e il castello divenne una corte brillante, frequentata dalla nobiltà della regione, ma anche un cenacolo di letterati e artisti. I coniugi Vermont furono incaricati dalla loro padrona di tenere al sicuro il castello di Usson, quando la «Regina Margherita» partì verso Parigi, avendo ricevuto dall'ex-marito il permesso di tornare nell'Île-de-France. Nel luglio 1605, la regina venne formalmente accolta al Louvre.

### Il tradimento

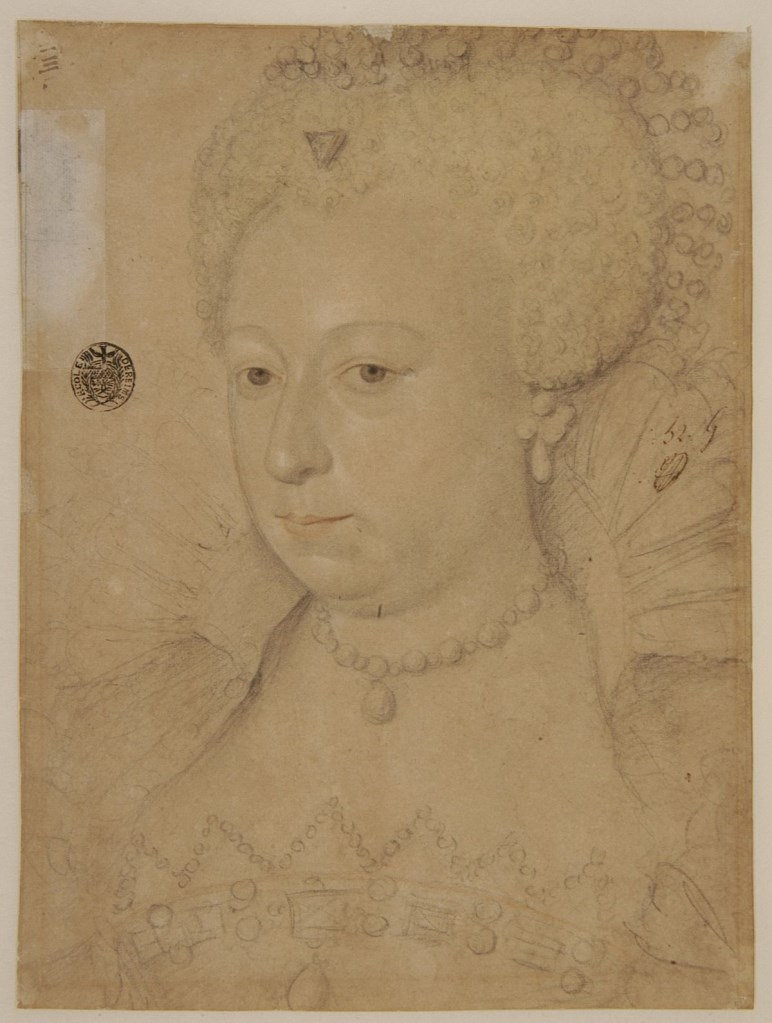
La «Regina Margherita» nel 1605

Varie cospirazioni organizzate da nobili scontenti e mirate a rovesciare il nuovo regime, si vennero a creare nei primi anni del XVII secolo. Una di queste coinvolse l'ultima amante del re, Henriette de Balzac d'Entragues e il suo fratellastro, Carlo di Valois, duca d'Angoulême, figlio illegittimo di re Carlo IX. Il fine sarebbe stato quello di far riconoscere come erede al trono il figlio di Henriette, sfruttando la promessa di matrimonio scritta che Enrico IV le aveva fatto prima di sposarsi con Maria de' Medici.
La congiura aveva una vasta diramazione in Alvernia, dove il duca aveva molti possedimenti, ricevuti in eredità dalla nonna Caterina de' Medici. Nel 1602, una cospirazione era stata sventata con la condanna a morte del maresciallo di Biron.
Margherita era tornata a Parigi anche per impugnare il testamento della madre e intentare causa contro il giovane nipote, che era stato arrestato nel 1604. Di comune accordo con Enrico IV, una volta ottenuti i possedimenti materni, li avrebbe lasciati in eredità al delfino Luigi, avvalorando la transizione dinastica tra Valois e Borbone, portando numerosi vantaggi in termini di pace civile e di rendite. Inoltre la sovrana avrebbe rivelato all'ex marito importanti passaggi di questa intricata cospirazione che dall'Alvernia si era estesa alla Spagna.
All'inizio del 1606, Margherita si stabilì su ordine dell'ex marito all'Hôtel de Sens, dove avrebbe alloggiato durante il processo contro il nipote Carlo e dove sarebbe stata al sicuro dal maresciallo duca di Bouillon e dai riformati, che avrebbero voluto farle dichiarare che il suo assenso allo scioglimento delle nozze le era stato estorto con la forza.
Il 5 aprile 1606, all'entrata del castello, la sovrana fu testimone dell'omicidio di Gabriel Dat de Saint-Julien, da diversi anni suo favorito, ucciso con un colpo di pistola alla testa.

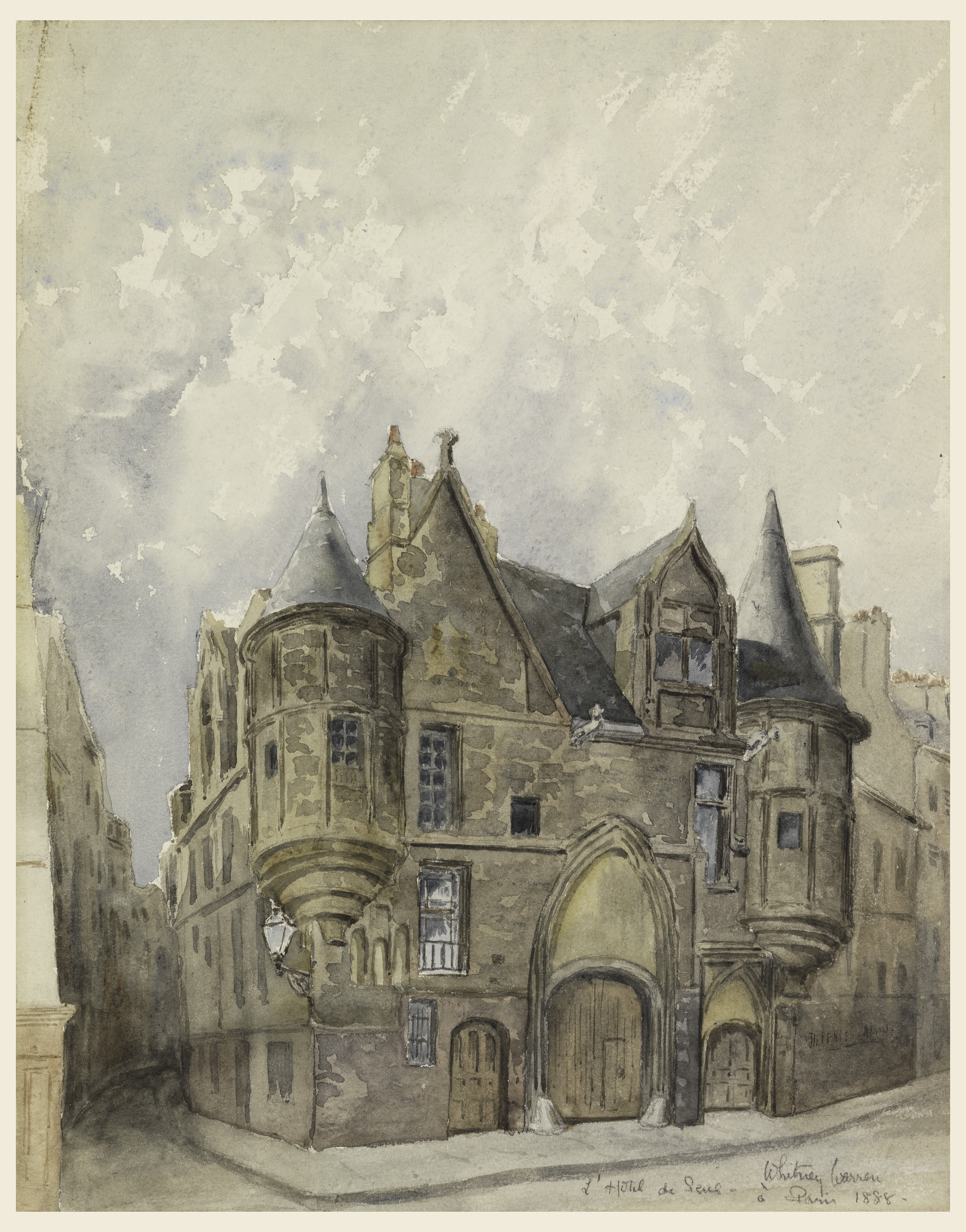
Hôtel de Sens, luogo davanti al quale venne ucciso Gabriel Dat de Saint-Julien, favorito della regina Margherita

L'omicida appena diciottenne, stando a quanto riferì Pierre de L'Estoile, era uno dei figli di Melchiore. Il giovane disse di aver agito contro il favorito della sovrana perché la sua influenza aveva causato la decadenza della sua famiglia, rimasta a Usson. Due giorni dopo l'assassino fu giustiziato, secondo quanto subito richiesto da Margherita, che pregò Enrico IV di «non concedere la grazia»:
(Lettera di Margherita di Valois a Enrico IV di Francia, 8 aprile 1606)
Melchiore e la sua famiglia subirono le ire della loro vecchia padrona, che vide nell'accaduto un tentato omicidio contro di lei. Come scrisse infatti all'ex marito, Melchiore e i Vermont l'avevano tradita: probabilmente sentendosi esclusi dai favori della sovrana, si erano venduti al duca d'Angoulême:
(Post Scrictum della lettera di Margherita di Valois a Enrico IV di Francia, 8 aprile 1606)

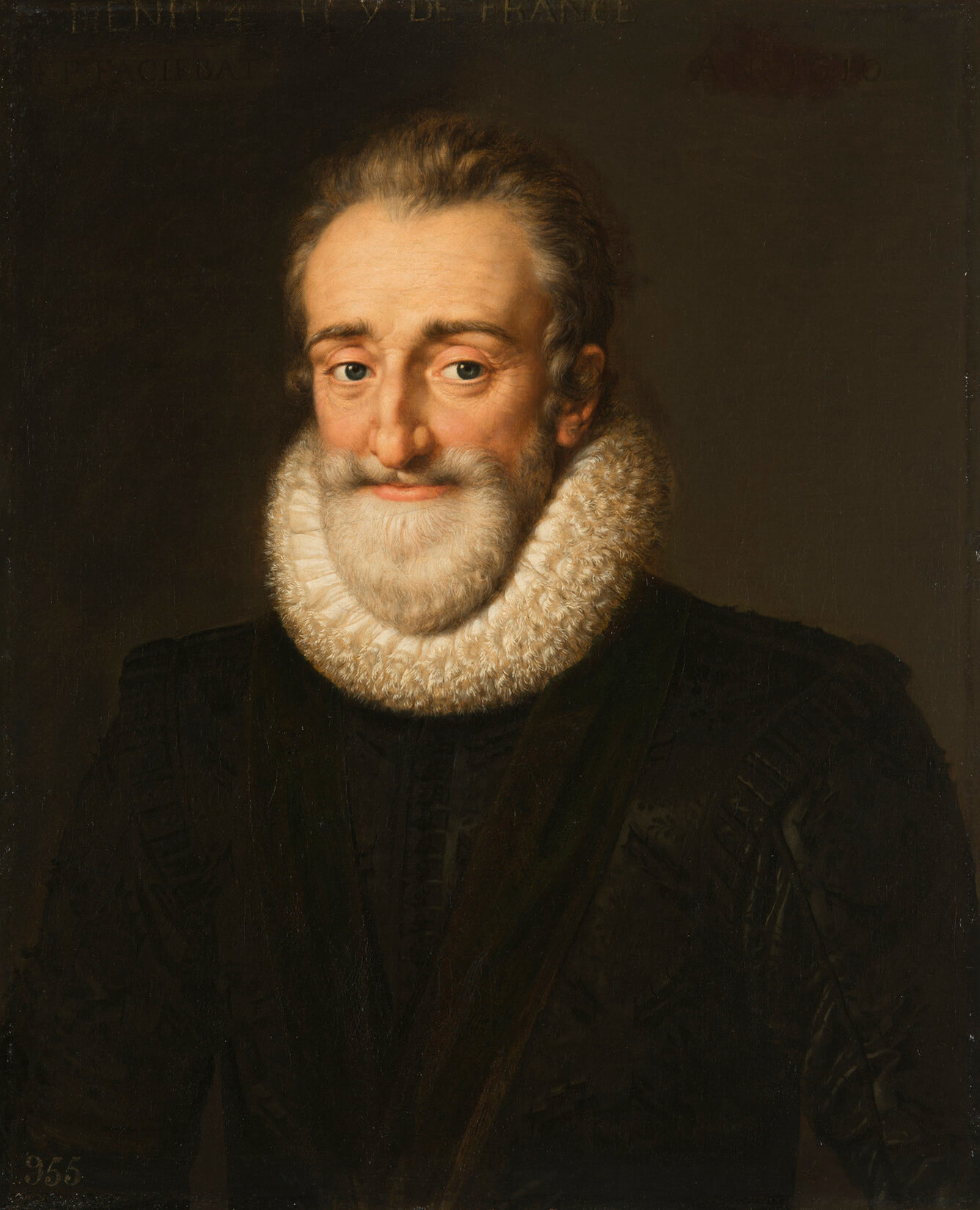
Enrico IV di Francia, dipinto di Frans Pourbus il Giovane (1610 circa)

Presente a Parigi al momento dell'omicidio, il conte di Vermont cercò di placare la furia della loro padrona, scrivendo al cancelliere Pomponne de Bellièvre agli inizi di giugno:
(Olivier Diovaio, conte di Vermont a Pomponne de Bellièvre, giugno 1606)
D'altra parte Carlo di Valois dal carcere fece intervenire numerosi personaggi altolocati per proteggere i Vermont, tra cui la sua amorevole zia Diana di Francia, sorellastra di Margherita, che propose il castello di Vincennes, invece che a Sylvanès in Rouergue, come luogo di esilio per i conti di Vermont. Questo non fece che aumentare l'ostilità di Margherita nei loro confronti. Presumibilmente il fatto di sangue fu, se non un tentato assassinio, almeno un atto intimidatorio di Carlo nei confronti della zia, visto l'avvicinamento della data del processo, che ebbe inizio il 23 maggio e si concluse sette giorni dopo con la vittoria della sovrana, che fece cantare un Te Deum di ringraziamento.
Alla fine i Vermont furono banditi in Rouergue, cadendo in disgrazia. Da quel momento di Melchiore di Thorigny non si ebbero più notizie.

### La possibile vendetta

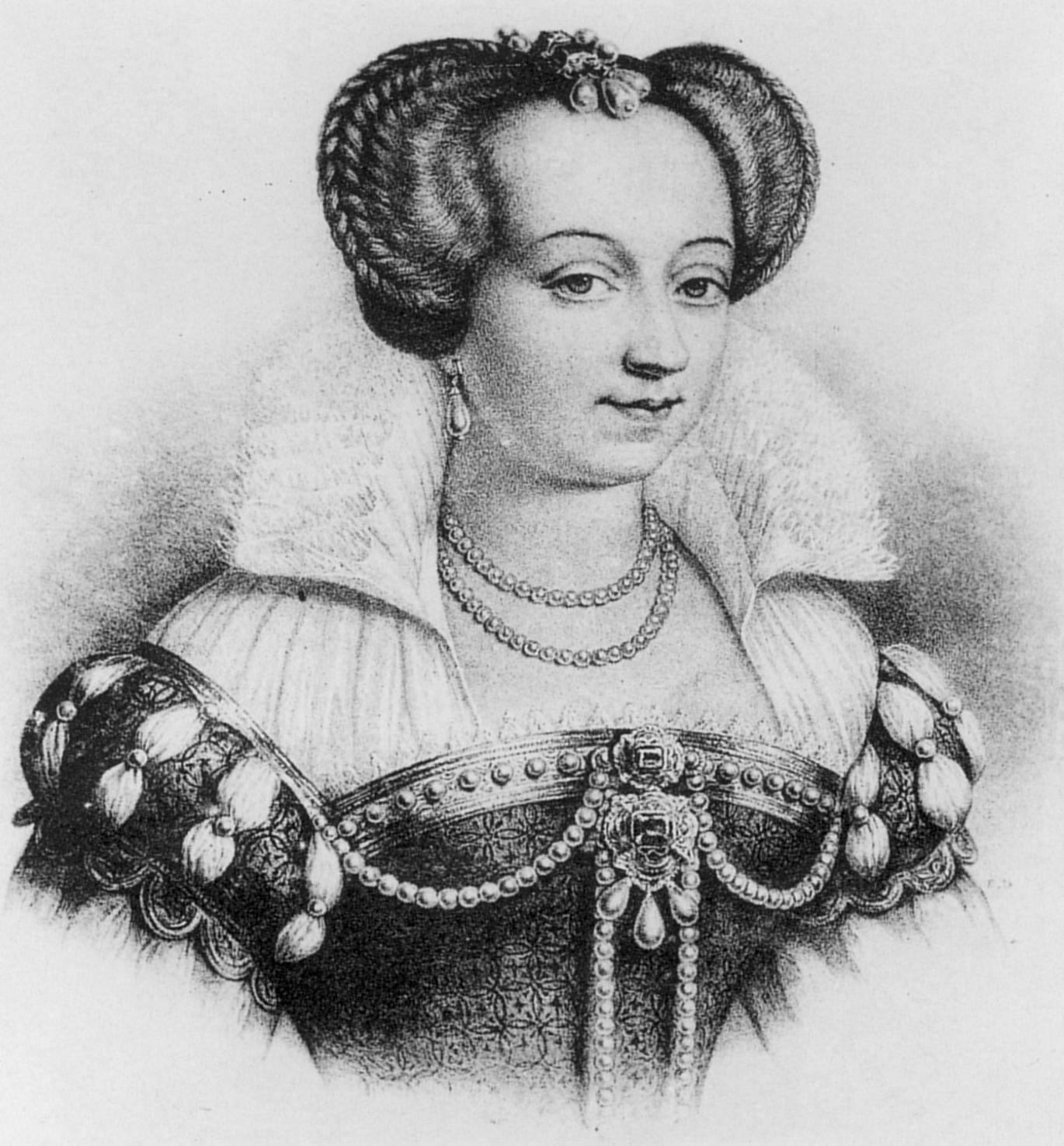
Margherita di Valois, raffigurata in una litografia del XIX secolo

Lo storico gesuita Robert J. Sealy ha ipotizzato che la contessa di Vermont possa essere la vera autrice del famoso libello anonimo Le Divorce Satyrique ou les amours de la reine Marguerite, scritto come vendetta nei confronti della vecchia padrona. Il libello nei secoli risulterà avere molto successo, tanto da divenire punto di partenza per la famosa leggenda della «regina Margot».
Atto a screditare da una parte Enrico IV, mettendolo in ridicolo, il libello è strutturato come una velenosa descrizione della vita sentimentale della «Regina Margherita», che viene raffigurata come una ninfomane, depravata e incestuosa. Lo storico ha avanzato questa interpretazione da alcune descrizioni particolareggiate, seppur deformate dal contesto satirico, del periodo di fuga ed esilio della sovrana in disgrazia, da Agen a Carlat e infine a Usson.
Il testo iniziò a circolare sottobanco già dal 1607, per poi essere definitivamente dato alle stampe nel 1660, in una prima versione e nel 1663, in una versione ampliata. In quest'ultima versione, si parlerebbe del figlio illegittimo che Margherita di Valois avrebbe partorito nel giugno 1583, frutto della sua relazione con il bel Jacques Harlay de Champvallon, scudiero del duca d'Alençon.
I coniugi Vermont avrebbero rivelato al giovane Louis de Vaux, condotto a Bordeaux per farsi frate cappuccino, l'identità della sua vera madre, aizzandolo contro di lei. Il giovane sarebbe poi divenuto famoso come «padre Angelo» e in molti avrebbero creduto al fatto che fosse realmente il figlio illegittimo della sovrana e del suo amante Champvallon.